# 忘了所有
《忘了所有》為臺灣歌手王傑的第二十六張個人專輯，也是第十八張國語專輯，發行於1996年8月，由超凡有限公司統籌，波麗佳音公司發行。

## 專輯簡介
專輯為吳青蓉、方維珍製作，王傑擔任音樂總監，超凡有限公司統籌，是王傑繼1992年的《All By Himself》後再度包辦整張專輯的作曲，主打歌「忘了所有」為王傑的個人心情寫照，另一首歌「Be Cool」是王傑少有的舞曲創作，在MTV的拍攝上也相當大膽，另外在專輯封面上王傑也做出了大膽的嘗試。

## 曲目
| 曲序 | 曲名           | 曲   | 詞     | 編曲 | 附註             |
| 01   | 忘了所有       | 王傑 | 王傑   |      |                  |
| 02   | 掌握           | 王傑 | 方維珍 |      | 王傑負責吉他彈奏 |
| 03   | 活出自己       | 王傑 | 林怡珍 |      |                  |
| 04   | 隨心所欲       | 王傑 | 林怡珍 |      |                  |
| 05   | Am I Crazy     | 王傑 | 王傑   |      | 英文歌曲         |
| 06   | Be Cool        | 王傑 | 林怡珍 |      |                  |
| 07   | 不曾擁有你的愛 | 王傑 | 林怡珍 |      | 王傑負責吉他彈奏 |
| 08   | 危險遊戲       | 王傑 | 梁鴻斌 |      | 王傑負責吉他彈奏 |
| 09   | 男人心         | 王傑 | 梁鴻斌 |      |                  |
| 10   | 紅塵夢         | 王傑 | 方維珍 |      |                  |

（註：專輯中並未註明每首歌的編曲人）

## 唱片版本
- 錄音帶版
- CD版

## 專輯文案
一個和生命賽跑的人

王傑的過去，是歌壇中的唯一奇跡，從無名小子到超級巨星，他是唯一一個

光以歌聲就足以征服世界的華人歌手。然而他並沒有因此放慢他的腳步、

墨守成規的持續著眼著的榮耀，他仍選擇不斷的求新求變，來把更新更好的音樂，

唱給大家聽。他的夢，越來越大，而王傑仍然不斷和生命賽跑，從不停歇，

他的每一步，都是用心留下的絕好音符！

一個絕對無法模仿的明星

有一些人是很容易模仿的，但是王傑的一切個性、特色與成績，卻從沒有人可以取代。

豪情浪子、動人歌聲、超級王牌，這一切綜合起來，的確讓人無法模仿得來，

所以，王傑只有一個，沒有人可以像他！

## 音樂錄影帶
- 忘了所有 （页面存档备份，存于）
- Be Cool